# Giải César cho nữ diễn viên phụ xuất sắc nhất
Giải César cho nữ diễn viên phụ xuất sắc nhất là một giải César cho nữ diễn viên đóng vai phụ trong một phim, được bầu chọn là xuất sắc nhất.
Dưới đây là danh sách những người đoạt giải và những người được đề cử theo từng năm:

## Thập niên 1970
- 1976: Marie-France Pisier, phim Cousin, cousine
  - Isabelle Huppert, - Aloïse
  - Andréa Ferréol, - Les Galettes de Pont-Aven
  - Christine Pascal, - Que la fête commence

- 1977: Marie-France Pisier, phim Barocco
  - Brigitte Fossey, - Le Bon et les Méchants
  - Francine Racette, - Lumière
  - Anny Duperey, - Un Éléphant ça trompe énormément

- 1978: Marie Dubois, phim La Menace
  - Florence Giorgetti, - La Dentellière
  - Nelly Borgeaud, - L'Homme qui aimait les femmes
  - Genevieve Fontanel, - L'Homme qui aimait les femmes
  - Valérie Mairesse, - Repérages

- 1979: Stéphane Audran, phim Violette Nozière
  - Nelly Borgeaud, - Le Sucre
  - Arlette Bonnard, - Une histoire simple
  - Eva Darlan, - Une histoire simple

## Thập niên 1980
- 1980: Nicole Garcia, phim Le Cavaleur
  - Dominique Lavanant, - Courage, fuyons
  - Maria Schneider, - La Dérobade
  - Myriam Boyer, - Série noire

- 1981: Nathalie Baye, phim Sauve qui peut (la vie)
  - Delphine Seyrig, - Chere inconnue
  - Andréa Ferréol, - Le Dernier métro
  - Claire Maurier, - Un Mauvais fils

- 1982: Nathalie Baye, phim Une étrange affaire
  - Stéphane Audran, - Coup de torchon
  - Sabine Haudepin, - Hôtel des Amériques
  - Veronique Silver, - La Femme d'à côté

- 1983: Fanny Cottençon, phim L'Étoile du Nord
  - Denise Grey, - La Boum 2
  - Stéphane Audran, - Paradis pour tous
  - Danielle Darrieux, - Une chambre en ville

- 1984: Suzanne Flon, phim L'Été meurtrier
  - Victoria Abril, - La Lune dans le caniveau
  - Sabine Azéma, - La Vie est un roman
  - Stéphane Audran, - Mortelle randonnée
  - Agnès Soral, - Tchao pantin

- 1985: Caroline Cellier, phim L'Année des méduses
  - Elizabeth Bourgine, - La 7ème cible
  - Maruschka Detmers, - La Pirate
  - Victoria Abril, - L'Addition
  - Carole Bouquet, - Rive droite, rive gauche

- 1986: Bernadette Lafont, phim L'Effrontée
  - Catherine Frot, - Escalier C
  - Anémone, - Péril en la demeure
  - Macha Méril, - Sans toit ni loi
  - Dominique Lavanant, - Trois hommes et un couffin

- 1987: Emmanuelle Béart, phim Manon des sources
  - Clémentine Célarié, - 37°2 le matin
  - Marie Dubois, - Descente aux enfers
  - Danielle Darrieux, - Le Lieu du crime
  - Jeanne Moreau, - Le Paltoquet

- 1988: Dominique Lavanant, phim Agent trouble
  - Anna Karina, - Cayenne Palace
  - Marie Laforêt, - Fucking Fernand
  - Sylvie Joly, - Le Miraculé
  - Bernadette Lafont, - Masques

- 1989: Hélène Vincent, phim La vie est un long fleuve tranquille
  - Maria Casarès, - La Lectrice
  - Dominique Lavanant, - Quelques jours avec moi
  - Françoise Fabian, - Trois places pour le 26
  - Marie Trintignant, - Une Affaire de femmes

## Thập niên 1990
- 1990: Suzanne Flon, phim La Vouivre
  - Sabine Haudepin, - Force majeure
  - Micheline Presle, - I Want to Go Home
  - Ludmila Mikaël, - Noce blanche
  - Clémentine Célarié, - Nocturne indien

- 1991: Dominique Blanc, phim Milou en mai
  - Odette Laure, - Daddy Nostalgie
  - Thérèse Liotard, - La Gloire de mon pere et Le Château de ma mère
  - Catherine Jacob, - Tatie Danielle
  - Daniele Lebrun, - Uranus

- 1992: Anne Brochet, phim Tous les matins du monde
  - Hélène Vincent, - J'embrasse pas
  - Jane Birkin, - La Belle Noiseuse
  - Catherine Jacob, - Merci la vie
  - Valérie Lemercier, - L'Operation Corned-Beef

- 1993: Dominique Blanc, phim Indochine
  - Michèle Laroque, - La Crise
  - Maria Pacôme, - 'La Crise 
  - Zabou Breitman, - La Crise
  - Brigitte Catillon, - Un cœur en hiver

- 1994: Valérie Lemercier, phim Les Visiteurs
  - Judith Henry, - Germinal
  - Marie Trintignant, - Les Marmottes
  - Marthe Villalonga, - Ma saison préférée
  - Myriam Boyer, - Un, deux, trois, soleil

- 1995: Virna Lisi, phim La Reine Margot
  - Line Renaud, - J'ai pas sommeil
  - Dominique Blanc, - La Reine Margot
  - Michèle Moretti, - Les Roseaux sauvages
  - Catherine Jacob, - Neuf mois

- 1996: Annie Girardot, phim Les Misérables
  - Clotilde Courau, - Elisa
  - Jacqueline Bisset, - La Cérémonie
  - Carmen Maura, - Le Bonheur est dans le pré
  - Claire Nadeau, - Nelly et Monsieur Arnaud

- 1997: Catherine Frot, phim Un air de famille
  - Valeria Bruni Tedeschi, - Mon homme
  - Michèle Laroque, - Pédale douce
  - Agnès Jaoui, - Un Air de famille
  - Sandrine Kiberlain, - Un héros très discret

- 1998: Agnès Jaoui, phim On connaît la chanson
  - Marie Trintignant, - Le Cousin
  - Karin Viard, - Les Randonneurs
  - Pascale Roberts, - Marius et Jeannette
  - Mathilde Seigner, - Nettoyage à sec

- 1999: Dominique Blanc, phim Ceux qui m'aiment prendront le train
  - Anémone, - Lautrec
  - Catherine Frot, - Le Dîner de cons
  - Arielle Dombasle, - L'Ennui
  - Emmanuelle Seigner, - Place Vendôme

## Thập niên 2000
- 2000: Charlotte Gainsbourg, phim La Bûche
  - Line Renaud, - Belle Maman
  - Catherine Mouchet, - Ma petite entreprise
  - Mathilde Seigner, - Vénus beauté (institut)
  - Bulle Ogier, - Vénus beauté (institut)

- 2001: Anne Alvaro, phim Le Goût des autres
  - Jeanne Balibar, - Ca ira mieux demain
  - Mathilde Seigner, - Harry, un ami qui vous veut du bien
  - Agnès Jaoui, - Le Goût des autres
  - Florence Thomassin, - Une affaire de goût

- 2002: Annie Girardot, phim La Pianiste
  - Nicole Garcia, - Betty Fisher et autres histoires
  - Line Renaud, - Chaos
  - Isabelle Nanty, - Le Fabuleux destin d'Amélie Poulain
  - Noémie Lvovsky, - Ma femme est une actrice

- 2003: Karin Viard, phim Embrassez qui vous voudrez
  - Danielle Darrieux, - 8 femmes
  - Dominique Blanc, - C'est le bouquet!
  - Emmanuelle Devos, - L'Adversaire
  - Judith Godrèche, - L'Auberge Espagnole

- 2004: Julie Depardieu, phim La Petite Lili
  - Judith Godrèche, - France Boutique
  - Géraldine Pailhas, - Le Coût de la vie
  - Isabelle Nanty, - Pas sur la bouche
  - Ludivine Sagnier, - Swimming pool

- 2005: Marion Cotillard, phim Un long dimanche de fiançailles
  - Mylène Demongeot, - 36 Quai des Orfèvres
  - Ariane Ascaride, - Brodeuses
  - Emilie Dequenne, - L'Equipier
  - Julie Depardieu, - Podium

- 2006: Cécile de France, phim Les Poupées russes
  - Noémie Lvovsky, - Backstage
  - Charlotte Rampling, - Lemming
  - Kelly Reilly, - Les Poupées russes
  - Catherine Deneuve, - Palais royal!

- 2007: Valérie Lemercier, phim Fauteuils d'orchestre
  - Dani, - Fauteuils d'orchestre
  - Mylène Demongeot, - La Californie
  - Bernadette Lafont, - Prête-moi ta main
  - Christine Citti, - Quand j'étais chanteur

- 2008: Julie Depardieu, phim Un secret
  - Noémie Lvovsky, - Actrices
  - Bulle Ogier, - Faut que ça danse!
  - Sylvie Testud, - La Môme
  - Ludivine Sagnier, - Un secret

- 2009: Elsa Zylberstein, phim Il ya longtemps que je t'aime
  - Jeanne Balibar, - Sagan
  - Anne Consigny, - Un conte de Noël
  - Edith Scob, - L'Heure d'été
  - Karin Viard, - Paris

## Thập niên 2010
- Emmanuelle Devos- A l'Origine
  - Aure Atika- Mademoiselle Cambon
  - Anne Consigny- Rapt
  - Audrey Dana- Welcome
  - Noemie Lvosvsky- Les Beaux Gosses